# Liste de mets à base de viande

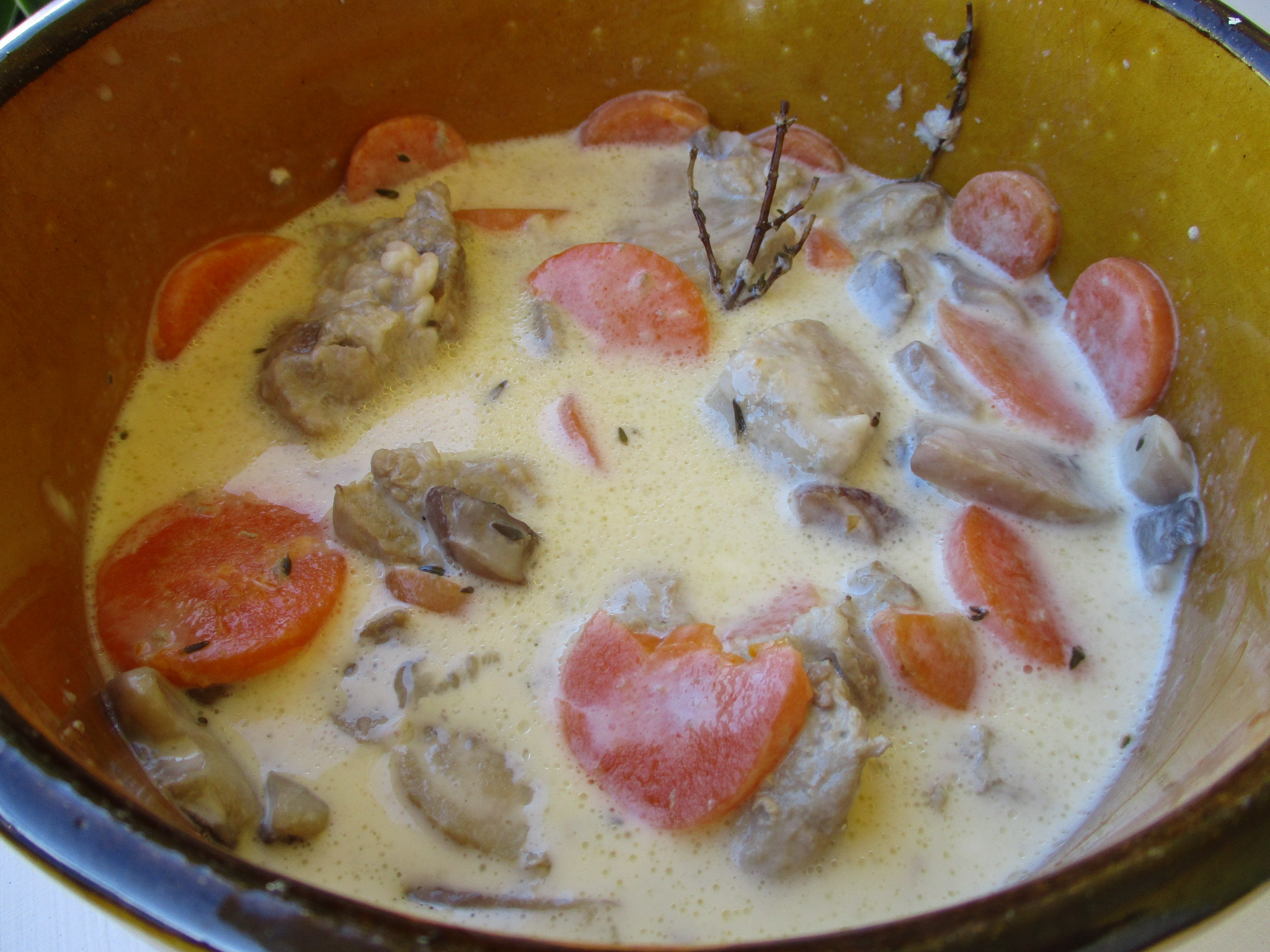
Blanquette de veau.

- Blanquette de veau
- Bœuf bourguignon
- Bœuf haché
- Caillettes
- Carbonade flamande
- Churrasco
- Civet
- Compotée de lièvre
- Couscous
- Daube provençale
- Diots
- Gigot bitume
- Jambon-beurre
- Kig-ha-farz
- Lapin à la liégeoise
- Lapin à la tournaisienne
- Lasagnes
- Navarin
- Osso buco (Italie)
- Pâté chinois
- Pot-au-feu
- Potée lorraine
- Rosbif
- Sauce bolognaise